# Mark Vigodski
Mark Vigodski (rus: Марк Яковлевич Выгодский)  (Minsk, 2 d'octubre de 1898 - Piatigorsk, 26 de setembre de 1965) va ser un matemàtic soviètic, especialitzat en història de les matemàtiques.

## Vida i Obra
Vigodski va néixer a Minsk però va fer els estudis secundaris a Bakú, on treballaven els seus pares que eren un enginyer químic i una professora de música. En acabar els estudis secundaris va ingressar a la universitat de Varsòvia, però aquesta institució havia estat traslladada a Rostov del Don per la Primera Guerra Mundial. Durant la revolució russa i la consegüent guerra civil es va unir als bolxevics i va treballar activament per la revolució. Després, es va establir a Moscou, on es va graduar a la seva universitat el 1923, començant immediatament a donar classes. La seva concepció marxista de la història li feia veure la matemàtica més com fruit del desenvolupament històric que com fruit del raonament lògic. El 1931, quan va publicar el seu llibre Основы исчисления бесконечно-малых (Fonaments del Càlcul infinitesimal), presentava els conceptes principals com fruit d'una evolució històrica a partir dels problemes inicials que pretenien resoldre. Aquest plantejament va comptar amb el recolzament explícit de Nikolai Luzin.
El 1933, juntament amb Sofia Ianóvskaia i Adolf Iuixkévitx, va organitzar el seminari d'història de les matemàtiques de la universitat, a ells s'ha d'atribuir el naixement d'una escola d'història de les matemàtiques soviètica. El 1934 va aparèixer el seu llibre sobre Galileu i les seves opinions no van ser gaire ben vistes per l'ortodòxia comunista; només va faltar que el Vaticà en fes una valoració positiva, per a ser titllat de reaccionari. El 1935 va ser expulsat del partit comunista i obligat a abandonar qualsevol càrrec administratiu. El 1948 es va veure obligat a deixar la universitat de Moscou i el 1950 va marxar a Tula on va ser professor de la universitat pedagògica de la ciutat fins que es va retirar el 1960. Des de 1963 fins a la seva mort, va ser professor consultor de l'Institut Miner de Tula. Va morir el 1965 a Piatigorsk mentre era de vacances.
Tot i que va patir una vida difícil, pròpia de molts erudits immersos en la realitat soviètica, va deixar una obra notable. El seu estudi del les matemàtiques de Babilònia (1940) li va servir per obtenir el doctorat. També va fer treballs importants sobre les matemàtiques de l'antiga Grècia, culminats pel seu llibre Арифметика и алгебра в древнем мире (Aritmètica i àlgebra en el món antic) (1941). A més d'historiador, Vidogski també va ser un mestre, que va publicar els seus manuals de matemàtiques elementals (1941) i de matemàtiques superiors (1956) que han estat reeditats i traduits en nombroses ocasions.